# Anka
Anka è una città della Repubblica Federale della Nigeria appartenente allo stato di Zamfara. È capoluogo dell'omonima area a governo locale (local government area) che si estende su una superficie di 2.746 km² e conta una popolazione di 142.280 abitanti.